# 1996년 12월
| 1996년: 1월 · 2월 · 3월 · 4월 · 5월 · 6월 · 7월 · 8월 · 9월 · 10월 · 11월 · 12월 |

| <            | 1996년 12월 | 1996년 12월 | 1996년 12월  | 1996년 12월 | 1996년 12월 | >          |
| 일           | 월          | 화          | 수           | 목          | 금          | 토         |
| 1 10.21 임신 | 2 22 계유   | 3 23 갑술   | 4 24 을해    | 5 25 병자   | 6 26 정축   | 7 27 무인  |
| 8 28 기묘    | 9 29 경진   | 10 30 신사  | 11 11.1 임오 | 12 2 계미   | 13 3 갑신   | 14 4 을유  |
| 15 5 병술    | 16 6 정해   | 17 7 무자   | 18 8 기축    | 19 9 경인   | 20 10 신묘  | 21 11 임진 |
| 22 12 계사   | 23 13 갑오  | 24 14 을미  | 25 15 병신   | 26 16 정유  | 27 17 무술  | 28 18 기해 |
| 29 19 경자   | 30 20 신축  | 31 21 임인  |              |             |             |            |

| 편집하기 |

## 1996년12월 31일
- 당산철교 철거가 시작되다.

## 1996년12월 30일
- 서울 지하철 5호선 도심구간(여의도-왕십리)이 개통됨으로써 완전개통 되었다.